# 10746 Mühlhausen
10746 Mühlhausen è un asteroide della fascia principale. Scoperto nel 1989, presenta un'orbita caratterizzata da un semiasse maggiore pari a 2,6976393 UA e da un'eccentricità di 0,1592873, inclinata di 12,12076° rispetto all'eclittica.